# Bahnbetriebswerk Bamberg
Das Bahnbetriebswerk Bamberg (Kurzform Bw Bamberg) war ein Bahnbetriebswerk in der Stadt Bamberg. Betrieben wurde es anfangs von den Königlich Bayerischen Staatseisenbahnen, später von der Deutschen Reichsbahn und zuletzt von der Deutschen Bundesbahn.

## Lage
Das Bahnbetriebswerk Bamberg befindet sich nördlich des Bahnhofes an der Gundelsheimer Straße 14a–22 im Bamberger Stadtteil Gärtnerstadt zwischen den Bahnstrecken Bamberg–Hof und Bamberg–Scheßlitz.

## Geschichte
Bereits mit Eröffnung der Staatsbahnlinie von Nürnberg nach Bamberg am 1. September 1844 wurde im Bahnhof Bamberg Einrichtungen zur Lokomotiv-Behandlung errichtet; Teile davon waren im Jahre 2000 noch vorhanden und gehören daher zu den ältesten Bahnanlagen in Bayern überhaupt. Diese Anlagen wurden ständig erweitert, so dass eine Betriebswerkstätte an der heutigen Brennerstraße entstand. Die Entwicklung des Bamberger Bahnhofes zum Eisenbahnknoten erforderte einen weiteren Ausbau des Bahnbetriebswerkes. Daher entschloss sich die Königlich Bayerischen Staatseisenbahnen zu einem Neubau nördlich des Bamberger Bahnhofes. Dabei wurden die Wagonausbesserungswerkstätten, die 1895/96 errichtet wurden, einbezogen und 1906 durch ein weiteres Gebäude ergänzt. 1901 entstand der spätere Rundlokschuppen I, 1904 der spätere Rundlokschuppen II, jeweils mit Drehscheiben mit einem Durchmesser von 11,85 m bzw. 11,15 m, die 1929 erneuert wurden. 1906 wurden ebenfalls das Büro- und Reservoirgebäude, das Werkmeister- und Übernachtungsgebäude sowie das Pforten- und Badehaus errichtet. Damit erhielt das Bahnbetriebswerk seine größte Ausdehnung. 1919 wurde die alte Lokomotivremise gegenüber dem Empfangsgebäude abgerissen.
Während des Zweiten Weltkrieges wurde 1940 ein Bunker errichtet. Ende 1941 wurde der Ausbau des Bahnbetriebswerkes durch Errichtung einer neuen Rechteck-Halle für Elektrolokomotiven, der Modernisierung der Bekohlungsanlage und der beidseitigen Anbindung der Drehscheiben umsetzungsreif geplant. 1942 wurden diese Planungen um die Idee eines Rangierbahnhofes Bamberg mit eigenen Bahnbetriebswerk Bamberg Gbf zur Entlastung des Rangierbahnhofes Nürnberg ergänzt, die allerdings nie über das erste Planungsstadium hinausgingen. Der Krieg verhinderte schließlich die Umsetzung aller Pläne.
Den Zweiten Weltkrieg überstand das Bahnbetriebswerk mit überschaubaren Schäden. Die Durchführung des Nerobefehles konnte durch den damaligen Lokleiter H. Diem verhindert werden. Sowohl bei Luftangriffen als auch bei der Einnahme Bambergs durch US-Truppen am 13./14. April 1945 blieb das Bahnbetriebswerk nahezu unbeschädigt. Schwerer wogen Plünderungen, die in den ersten Tagen nach Einnahme begangen wurden.
1967 endete die Dampflokomotiv-Unterhaltung. Das bisherige Bahnbetriebswerk Pressig-Rothenkirchen wurde zum 1. September 1968 angegliedert. Mit der Einstellung der Unterhaltung elektrischer Triebfahrzeuge zum 1. März 1969 begann die Reduktion des Bahnbetriebswerkes. Zwar existierten Pläne, alle Diesel-Triebfahrzeuge des nördlichen Franken im Bamberg zu konzentrieren. Dies wurde jedoch nicht umgesetzt. Mit der Inbetriebnahme des Neubaus des Bahnbetriebswerkes Hof wurde der Bestand drastisch reduziert. Die letzten Fahrzeuge wurden zum 1. August 1978 abgezogen. Die Aufgaben beschränkten sich nun auf Personaleinsatz sowie die Wartung maschinentechnischer Anlagen wie Heizung und Tankanlagen im gesamten westlichen Oberfranken. Zum 1. März 1984 wurde das Bahnbetriebswerk Bamberg aufgelöst und in einen Stützpunkt des Bahnbetriebswerkes Lichtenfels umgewandelt. Die Aufgaben wurden nach und nach auf Anlagen innerhalb des Bahnhofs Bamberg verlagert, so dass das Bahnbetriebswerk spätestens seit Mitte der 1990er Jahre aufgegeben wurde. Der Rückbau der Oberleitung erfolgte im Herbst 1994, die Bodensanierung und die damit eingehende Demontage der Gleisanlagen Ende Mai 1996.

## Nachnutzung der Gebäude
Einzelne Gebäude erfuhren eine Nachnutzung. Die Otto-Friedrich-Universität Bamberg nutzte in den 1980er Jahren das bisherige Übernachtungsgebäude, einige Gebäude konnten an private Interessenten vermietet werden. Pläne, den Rundlokschuppen II einen kulturellen Zweck zuzuführen, konnten nicht umgesetzt werden. Das Gelände liegt 2024 brach, die Anlagen sind stark verfallen.

## Bilder

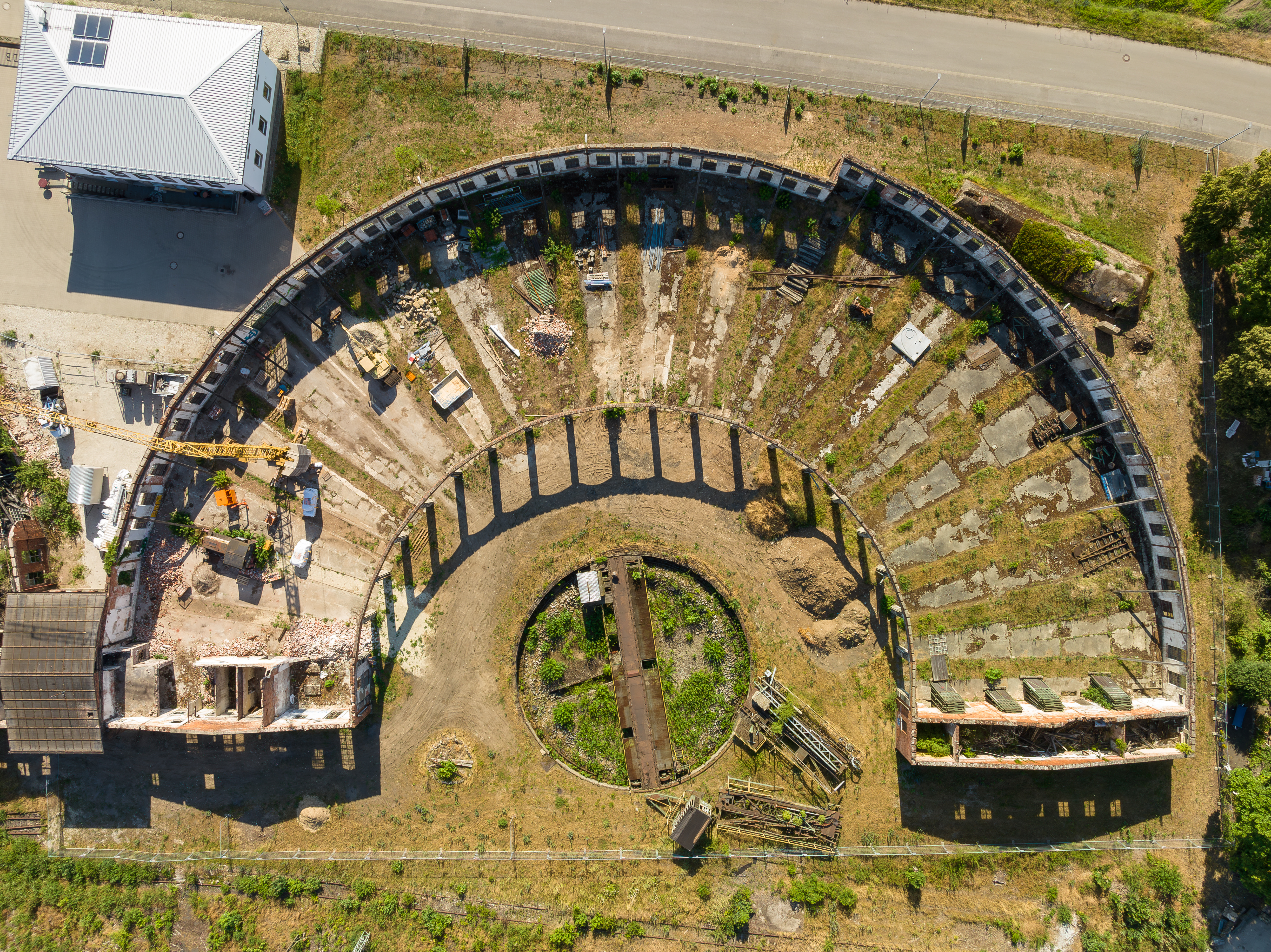
Lokschuppen 1 (2024)
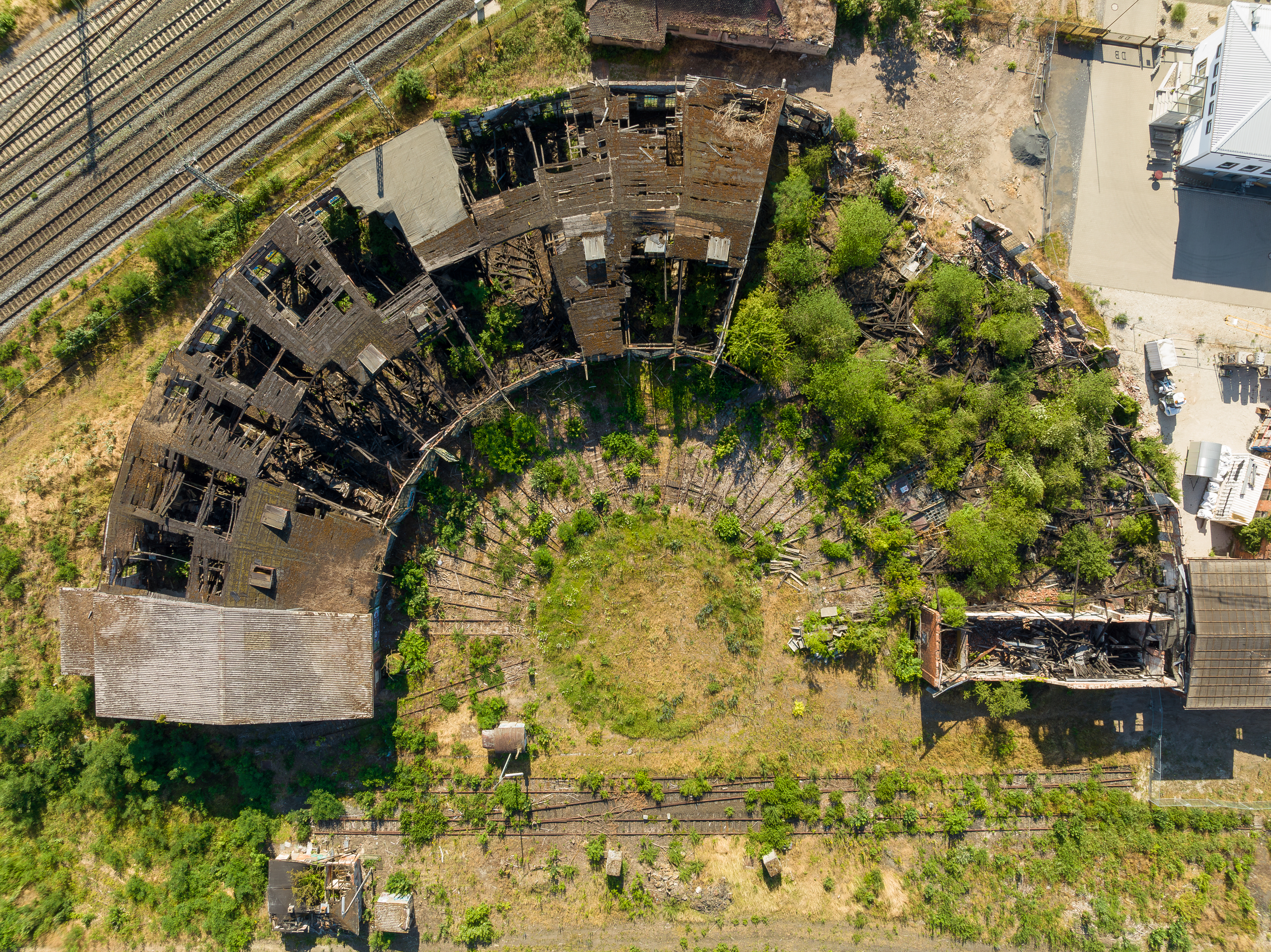
Lokschuppen II (2024)
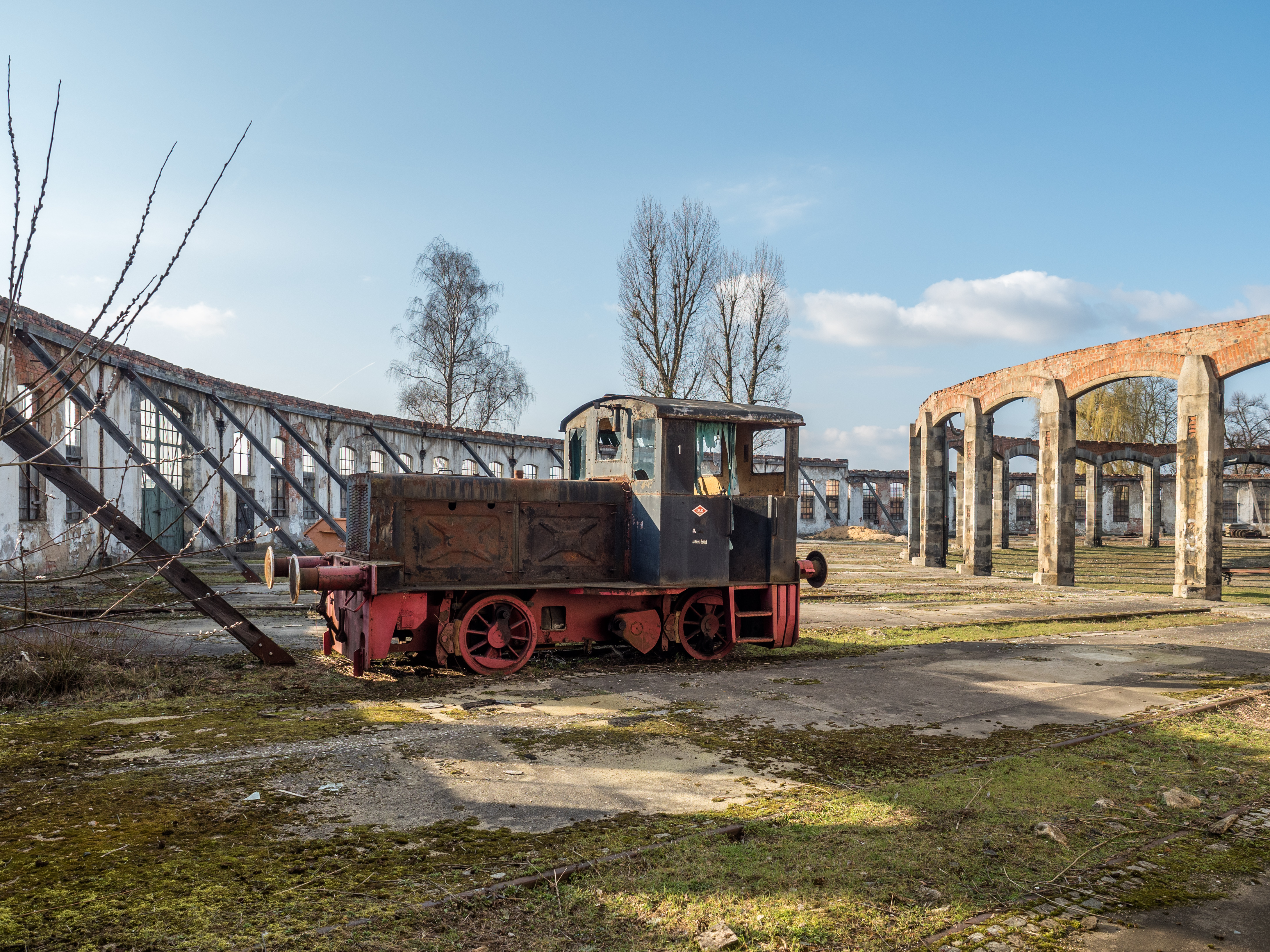
O&K Lokomotive Baujahr 1940 (2024)

## Beheimate Fahrzeuge
Das Bahnbetriebswerk Bamberg beheimatete im Laufe seiner fast 140-jährigen Geschichte Fahrzeuge aller Traktionsarten:

### Dampflokomotiven
Baureihe 18, Baureihe 38, Baureihe 42, Baureihe 44, Baureihe 50, Baureihe 52, Baureihe 54, Baureihe 56, Baureihe 71.0, Baureihe 78, Baureihe 86, Baureihe 89, Baureihe 98.4, Baureihe 98.8, Baureihe 98.11, Baureihe 98.73

### Elektrolokomotiven
Baureihe E 04, Baureihe E 40, Baureihe E 44, Baureihe E 50, Baureihe E 94

### Diesellokomotiven
Baureihe V 20, Baureihe V 36, Baureihe V 60, Baureihe V 80, Baureihe V 100, Baureihe V 188

### Kleinlokomotiven
Baureihe Kö, Baureihe Ks

### Triebwagen
Baureihe VT 70, Baureihe VT 86, Baureihe VT 95, Baureihe VT 98, Baureihe ETA 150